# ミョン・レヒョン
ミョン・レヒョン（朝鮮語: 명례현、1932年10月27日 - ）は、北朝鮮の元サッカー選手・指導者。元同国代表監督。1966年のワールドカップイングランド大会では北朝鮮代表を率いてベスト8進出を果たした。